# Myrmecolacidae
Myrmecolacidae – rodzina wachlarzoskrzydłych. Należą tu cztery rodzaje z około 110 gatunkami.
Rodzaje:
- Caenocholax Pierce, 1909
- Lychnocolax Bohart, 1951
- Myrmecolax Westwood, 1861
- Stichotrema Hofeneder, 1910